# Homlokzat (szociálpszichológia)

„Az arc, vagy másképpen arculat, homlokzat kifejezések az Erving Goffman szociálpszichológiai elméletében szereplő face terminus magyarításai, s olyan tulajdonságegyüttest jelölnek, amellyel minden ember rendelkezik. Az arculat az az énkép, amit a beszélők magukról mások felé szeretnének közvetíteni. Ennek az énképnek a fenntartására folyamatosan figyelni kell, mivel az arculat sérülékeny, rombolható, de akár vissza is építhető.”

## A homlokzat fogalma
Erving Goffman elméletében arról beszél, hogy az ember a lehető legjobb színben szeretne feltűnni mások előtt, e miatt alakít. Az alakítás minden olyan tevékenységet jelent, amelyeket az egyén csak addig csinál, amíg megfigyelők adott csoportja jelen van és rájuk ez valamilyen befolyást gyakorol. A homlokzat része az alakításnak, általános és rögzített formában határozza meg a megfigyelők számára a szituációt.
A társadalmi homlokzat részei:
- Környezet: A színpadi kellékek a cselekvéshez, például a szoba berendezése. Ha az egyén elhagyja a helyszínt, az alakítást is abba kell hagynia. Legtöbbször a környezet helyhez kötött, nem mozog együtt az aktorral, mégis, vannak bizonyos szituációk, amikor ez megtörténhet: Goffman példaként a gyászmenetet említi, de akár a jármű, amin utazunk, is ilyen lehet.
- Személyes homlokzat: Goffman két részre osztja: megjelenésre és megjelenítésre.

Megjelenés: Ingerek, amelyek időben tájékoztatnak a szerepjátszó társadalmi helyzeteiről. (Például éppen pihen vagy dolgozik.)
Megjelenítés: Ingerek, amelyek időben figyelmeztetnek arra az interakciós szerepre, amelyet a szerepjátszó az elkövetkező helyzetben játszani szeretne.
A személyes homlokzat ingerei mindig követik a szerepjátszót és legszorosabban kötődik az aktorhoz. Vannak változékony jelhordók, például mimika, arckifejezés, testtartás, beszédsémák, stb., és vannak kevésbé változékony jelhordók, például a testméret, kinézet, hivatal jelvényei.

## A homlokzatóvás
Az Erving Goffman (1922-1982), kanadai szociológus nevéhez fűződő homlokzatóvás alatt olyan cselekedeteket értünk, melyeket a társas érintkezés résztvevői hajtanak végre, annak érdekben, hogy összhangban maradjanak az általuk mutatott homlokzattal, azzal a pozitív szociális értékkel, amelyet valaki ténylegesen magának követel azon vonal (verbális és nem verbális cselekedetek mintázata) révén, amelyről a többi résztvevő feltételezi, hogy egy adott kontextusban az ő vonala.

## A homlokzatóvás alaptípusai

### Elkerülő eljárás
Védekező manőverek
- Az olyan kapcsolatok kerülése, amelyekben a homlokzat fenyegetésére lehet számítani.
- Az interakció során, az olyan témák és cselekedetek kerülése, amelyek a homlokzat fenyegetéséhez vezethetnek.
- Szerénységből, az én lekicsinyléséből szőtt homlokzat mutatása, míg kiderül, hogy az interakció többi résztvevője, milyen homlokzatot kész támogatni a részünkről.

Oltalmazó manőverek
- Tisztelet és udvariasság mutatása a többiek felé, homlokzatunk megóvása érdekében.
- Tréfálkozó stílus, lehetőséget adva a másik félnek homlokzata megvédésére.
- A mások homlokzatát sértő tett semlegesítése, előzetes magyarázat által

Félrenézés/ az incidens fölötti elsiklás
- Úgy teszünk, a saját vagy mások homlokzatának megsérülésekor, mintha nem történt volna semmit.
- Nyíltan elismerünk egy incidenst, de nem olyan eseményként, amelyben a homlokzatot fenyegető kifejezés rejlik.
- Amikor elveszítjük az uralmat kifejezéseink felett egy interakció során, megpróbáljuk elrejteni tevékenységünket, hogy megkíméljük a többieket azon nehézségek egy részétől, amit okoztunk nekik.
- A homlokzatát vesztett féltől, vagy tevékenységétől az érintkezés többi résztvevője oltalmazóan félrefordul, amíg összeszedi magát.

### A kiigazító eljárás
Amikor az elkerülő eljárásokra már nincs lehetőség, azaz nem sikerül megakadályozni egy olyan esemény megtörténtét, amely kimondottan ellentétes a társadalmi értékítélettel, és nem lehet átsiklani felette, az interakció résztvevői megadják neki az incidens státust, és megpróbálják a továbbiakban korrigálni a hatásait.
Váltásnak hívjuk azt a cselekvéssort, amelyet az interakció résztvevői által elismert homlokzatfenyegetés hoz mozgásba, és a rituális egyensúly helyreállítása zár le.
A kiigazító eljárás lépései:
1. kihívás - az interakció résztvevői felhívják a figyelmet a helytelen viselkedésre
2. felkínálás - a sértő fél lehetőséget kap a kiigazításra, az expresszív rend helyreállítására
3. elfogadás - azok a résztvevők, akik felé a felajánlás történt, elfogadhatják az expresszív rend helyreállításának kielégítő eszközeként
4. köszönet – a bocsánatot nyert fél a hála jelét mutatja azok iránt, akik megadták neki a megbocsátás kegyét.

A kiigazító eljárás fázisai az interperszonális rituális viselkedés modelljét kínálják, amelytől azonban jelentős mértékben el is lehet térni.

### Pontszerzés – a homlokzatóvás agresszív felhasználása

#### A játszma célja
A felek úgy óvják meg a diskurzus során vitt vonalukat a megbocsáthatatlan ellentmondásoktól, hogy a lehető legtöbb pontot szerezzék az ellenféllel szemben, vagy a lehető legtöbb nyereséget a saját maguk számára.

#### Az általános módszer
A résztvevők olyan módon vezetnek be magukról kedvező, a többiekről kedvezőtlen tényeket, hogy a többiek csak olyan válaszokat tudjanak adni, amit a hallgatóság sértődésként, gyenge kifogásként vagy üres sztereotip válaszként értékel. A veszteseknek ilyenkor csökkenteniük kell a veszteségeiket, hallgatólagosan el kell ismerniük a pontvesztést, és meg kell próbálniuk a következő váltásban jobb teljesítményt nyújtani. Azáltal, hogy a pontszerzés során, a felek magukról kedvező, a többiekről pedig kedvezőtlen tényeket visznek bele a társalgásba, azt is bizonyítani kívánják, hogy társalkodó félként is jobbak, mint ellenfeleik.  Ha azonban, utóbbiaknak sikerül kivédeniük a támadást, és sikerrel vissza is tudnak vágni, akkor a támadást kezdeményező félnek egyrészt szembe kell néznie azzal a megaláztatással, hogy a többiek visszaverték támadásait, másrészt el kell fogadnia, hogy társalgó félként is alulmaradt ellenfeleivel szemben. Az agresszor így, homlokzata leomlásával többet veszített, mint amennyit nyert volna, ha sikerrel beviszi a pontját.

## A helyes homlokzatóvás megválasztása
Akinek a homlokzatát fenyegetés érte, megpróbálhatja helyreállítani a rituális rendet egy bizonyos stratégia (higgadtság, mentegetőzés-szégyenkezés, támadás) segítségével, ami azonban, nem biztos, hogy megegyezik azzal, amit a többi résztvevő elvár tőle.

## Együttműködés a homlokzatóvásban
Amikor a homlokzatokat fenyegetés éri, azokat meg kell óvni, de, hogy ezt ki kezdeményezi, az másodlagos jelentőségű kérdés.
Követelmény: a szituációnak mindenki látszólagos megelégedésére kell megoldódnia.

### A homlokzatóvásban rejlő hallgatólagos együttműködés típusai
- tapintat, amelyet magának a homlokzatóvásnak az irányába tanúsítanak a résztvevők. A felek nemcsak saját és a többiek homlokzatát védik, hanem segítik, hogy ők is megvédhessék saját és mások homlokzatát (például az utalások nyelvén történő társalgás).
- kölcsönös önmegtagadás, amikor a társalgás résztvevőjének nincs világos képe arra vonatkozóan, hogy mi lenne az ítéletek helyes leosztása, önként lemond jogairól,  miközben bókokkal halmozza el a többieket, hogy ezáltal, a valószínűleg igazságos ítéleteket biztonságosan tudja keresztülvinni („csak ön után” technika).

## A homlokzatrombolás
Erving Goffman elképzelése szerint a kommunikáció során igyekszünk magunkról egy bizonyos benyomást kialakítani az interakciós partnerekben. Ezt nevezi homlokzatnak. Ez a számunkra érzelmileg fontos tulajdonságokat tartalmazza. Homlokzatóvás esetén a beszélő vagy a beszélgetőtárs törekszik arra, hogy a személy a vele kapcsolatban kialakított pozitív képet meg tudja őrizni, vagy hogy jó benyomást tudjon kelteni a kommunikációs partnerekben. A homlokzatrombolás ennek az ellentéte.

## Külső hivatkozások
- Síklaki István Szóbeli befolyásolás II., Budapest: Typotex, 2008.

https://books.google.com/books?id=XM8U73DMDIgC&printsec=frontcover&hl=hu&source=gbs_ge_summary_r&cad=0#v=onepage&q&f=false